# Godolphin Arabian
Godolphin Arabian var tillsammans med Byerley Turk och Darley Arabian stamfader till världens snabbaste hästras, det engelska fullblodet. Han kallas ibland även Godolphin Barb då vissa tror att han kan ha varit en berberhäst. Galoppstallen Godolphin Racing och Godolphin Stables är uppkallade till hans ära. 

## Från Marocko till England

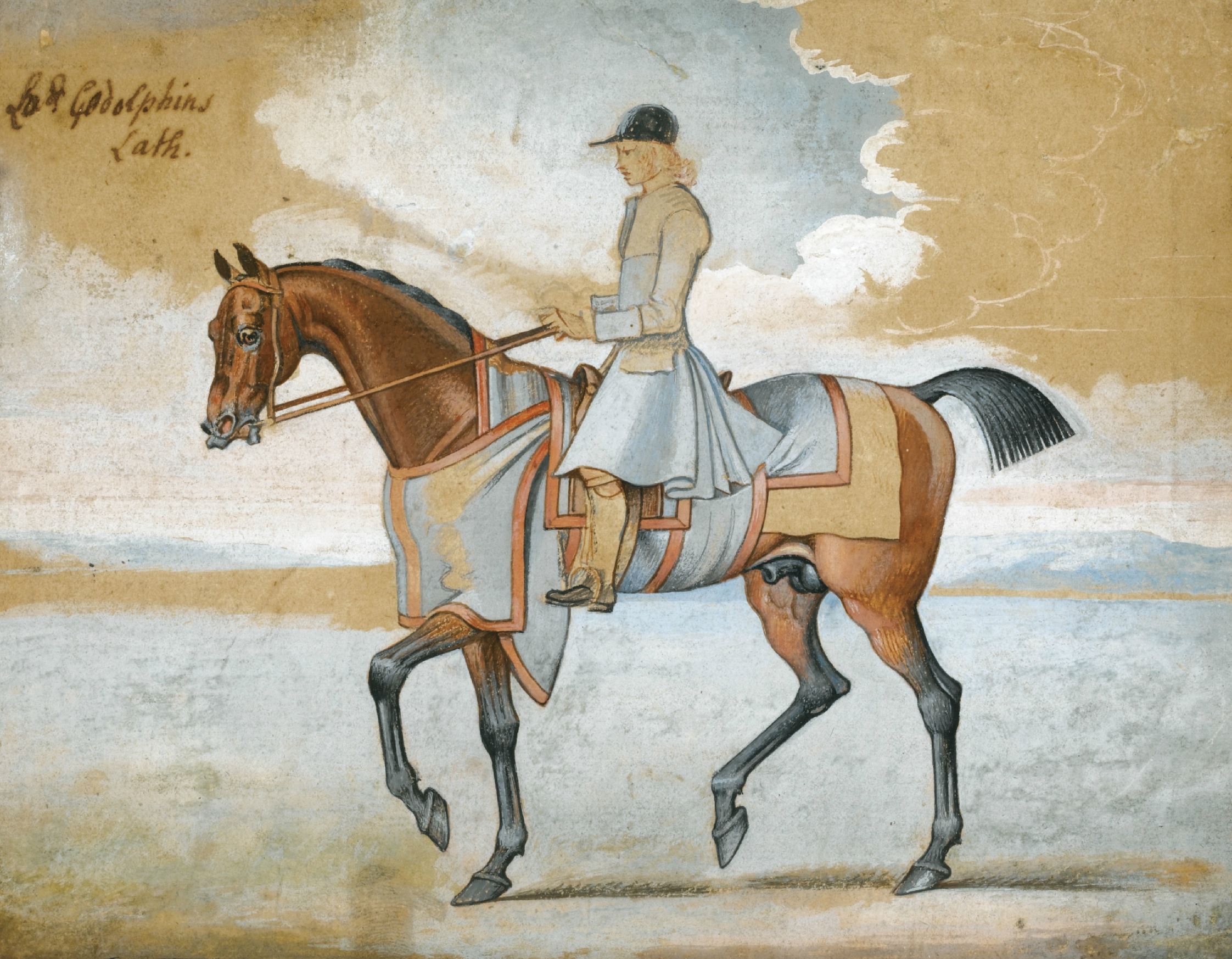
Lath efter Godolphin Arabian.

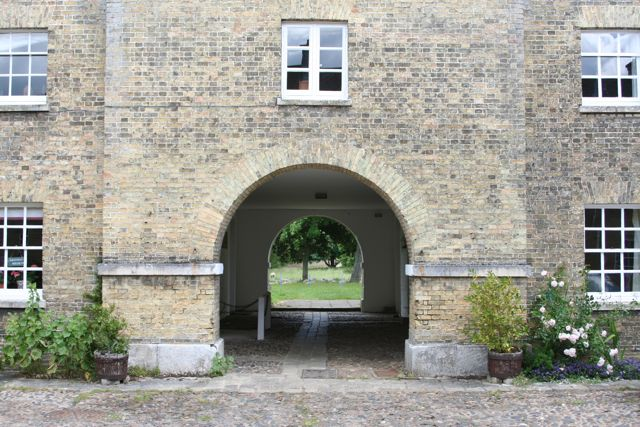
Godolphin Arabians grav är till vänster i portgången till det stora stallkomplexet på Wandlebury House.

Godolphin Arabian föddes 1724 i Jemen, som är berberhästens hemland, och han fördes till Europa som en gåva till den franska kungen Ludvig XV av sultanen i Marocko. Men kungen tyckte inte att hästen såg mycket ut för världen och såldes vidare som vagnshäst i Paris, ända fram till engelsmannen lord Godolphin hittade honom och insåg att han var en felbedömd klasshingst och köpte loss honom. Han tog med Godolphin Arabian tillbaka till England där han blev avelshingst på ett stuteri för kapplöpningshästar.

## Avelshingst
Lord Godolphins stuteri Wandlebury House låg i Cambridgeshire. Godolphin Arabian köptes egentligen för att användas till vad som kallades för teaser, dvs en hingst som testar ifall stona är brunstiga. Istället slutade det med att han utmanade den egentliga avelshingsten Hobgoblin om stoet Roxana och vann. Med henne fick han två hingstar vid namn Lath och Cade, varav Cades avkomma Matchem kom att representera den tredje linjen i fullblodet.

## Arabiskt fullblod
Lord Godolphin menade alltid att Godolphin Arabian var ett äkta arabiskt fullblod och han blev ofta avmålad så. Men många menade att hästen egentligen var en berberhäst på grund av sitt tunisiska ursprung. Därför kallades han ibland Godolphin Barb. Men enligt målningar hade Godolphin Arabian en högt satt svans och inåtbuktande nosrygg vilket inte alls är karaktäristiskt för berberhästen, utan för araben.